# Peter Burckhard
Peter Burckhard (auch: Burchard; * um 1461 in Ingolstadt; † 30. März 1526 in Ingolstadt) war ein deutscher Mediziner.

## Leben
Burckhard immatrikulierte sich am 15. Juli 1479 an der Universität Ingolstadt, wo er sich den akademischen Grad eines Magisters erwarb und am 12. März 1484 in die philosophische Fakultät aufgenommen wurde. Im Anschluss widmete er sich medizinischen Studien und bereiste Italien, wo er am 20. Dezember 1490 in Ferrara zum Doktor der Medizin promovierte. Zurückgekehrt nach Deutschland wurde er 1497 an der Universität seiner Heimatstadt Professor der Medizin. 1504 wurde er in Eichstätt Leibarzt des Fürstbischofs Gabriel von Eyb und war von 1506 bis 1518 als Arzt in Nürnberg, Ulm und Regensburg tätig.
Anscheinend auf Empfehlung Christoph Scheurls wurde er am 29. September 1518 als Professor der Medizin an die Universität Wittenberg berufen. Burchard war damals in die Geschehnisse jener Zeit verwickelt worden, weil man ihm verdächtigte, während der Leipziger Disputation Johannes Eck, kompromittierendes Material über Martin Luther hat zukommen lassen. Burckhard konnte jene Vermutungen widerlegen, denn im Sommersemester 1520 wurde er in das Amt des Rektors der Hochschule gewählt. Gerade während dieser Zeit erlebte er die größten Anfangsstationen der Reformationsgeschichte.
Als Rektor war er dazu verpflichtet worden, die Bannbulle gegen Luther zu verkünden. Nach juristischer Beratung, wies er den Luthergegner Eck jedoch in seinem Verlangen ab. Zudem entstanden in den Vorwirren der Wittenberger Bewegung tumultartige Studentenaufläufe, gegen die er sich wendete. Nachdem er noch im Wintersemester Dekan der medizinischen Fakultät geworden war, ging er 1521 als Arzt und Professor der Medizin wieder in seine Heimatstadt, wo er bis zu seinem Lebensende wirkte. Unter seinen Zeitgenossen galt er als ein exzellenter Kenner der griechischen Sprache. So hat er unter anderem Leonhard Fuchs befähigt, seine Basler Galenausgabe 1538 erscheinen zu lassen.

## Werkauswahl
- Parva Hippocratis Tabula, 1519 Wittenberg